# Rocky 2
Rocky 2 (izvirni naslov Rocky II) je bil prvo nadaljevanje filma Rocky, ki je prikazoval zgodbo neznanega boksarja, ki je dobil priložnost za boj za svetovnega prvaka v težki kategoriji. Glavne vloge so odigrali isti igralci: Sylvester Stallone, Carl Weathers, Burgess Meredith, Burt Young in Talia Shire.